# アルバニア人の一覧
アルバニア人の一覧（アルバニアじんのいちらん）は、アルバニア出身者あるいはアルバニア人の人物を五十音順に一覧にしたものである。

## ア行
- ラミズ・アリア - 政治家
- ノラ・イストレフィ - 歌手
- ルイズ・エイリ - 歌手

## カ行
- ジョン・カストリオティ - 貴族（1442年没）。スカンデルベグの父
- イスマイル・カダレ - 小説家
- ロリック・カナ - サッカー選手

## サ行
- ゾフィー・フォン・シェーンブルク＝ヴァルデンブルク - アルバニア王妃（1936年没）
- ムハレム・ジョケイ - キックボクサー
- スカンデルベグ - 15世紀のアルバニア君主
- レカ・ゾグ (1939-2011) - ゾグー1世の子、アルバニア王太子
- レカ・ゾグ (1982-) - ゾグー1世の孫、2011年よりアルバニア王家家長
- ゾグー1世 - 20世紀前半の大統領、のち国王
- トーマス・ストラコシャ - サッカー選手。セリエAのSSラツィオに所属している。

## タ行
- イグリ・ターレ - サッカー選手
- ブレオナ・チェレティ - 歌手
- レディナ・チェロ - 歌手、モデル
- ヴィルヘルム・フリードリヒ・ツー・ヴィート - アルバニア公・アルバニア国王（1945年没）
- ジョヴァンニ・ディ・ドゥラッツォ - 14世紀の人物、アンジュー＝ドゥラッツォ家の祖

## ナ行
- ファン・ノリ - 作家、政治家、アルバニア正教会の創設者

## ハ行
- ベスニク・ハシ - 元サッカー選手、現在は監督
- テペデレンリ・アリー・パシャ - 18-19世紀の領主。アルバニアを含む地域を支配
- ユリアナ・パシャ - 歌手
- ルディ・バタ - 元サッカー選手
- テディ・パパヴラミ - ヴァイオリニスト
- ヴァロン・ベーラミ - サッカー選手
- サリ・ベリシャ - 政治家
- エンヴェル・ホッジャ - 政治家
- ネジミエ・ホッジャ - 政治家

## マ行
- ソニ・マライ - 歌手
- インヴァ・ムラ - オペラ歌手

## ヤ行
- レオノラ・ヤクピ - 歌手

## ラ行
- ハバ・レジャ - 世界最高齢とされた女性

## ワ行
- フレデリク・ンドツィ - 歌手

## アルバニア系の人物
- ムハンマド・アリー - ムハンマド・アリー朝の創始者。民族的にはアルバニア系とする見方が有力
- アデリーナ・イスマイリ - コソヴォ出身の歌手
- ローナルド・ゲルサリウ - アルバニア出身のサッカー選手。子供時代に家族と共にオーストリアに移住
- エリザ・ドゥシュク - アメリカ合衆国の女優。父親がアルバニア系
- セルマ・バイラミ - ボスニア・ヘルツェゴビナの歌手。父親がアルバニア系
- ジェームズ・ベルーシ - アメリカ合衆国の俳優、ジョンの弟
- ジョン・ベルーシ - アメリカ合衆国の俳優、ジェームズの兄
- ミレラ・マンジャニ - アルバニア出身のギリシャの陸上競技選手
- フェリド・ムラド - アメリカ合衆国の薬理学者。ノーベル生理学・医学賞受賞。父親がアルバニア系
- マザー・テレサ -　修道女・慈善活動家。現マケドニア共和国のスコピエ出身
- デュア・リパ - イングランド・ロンドン出身の歌手